# بتل رابینسون
بتل رابینسون (انگلیسی: Bethell Robinson؛ مه ۱۸۶۱ – ۲۶ اکتبر ۱۹۳۳ (aged 72)) بازیکن فوتبال اهل بریتانیا بود.
از باشگاه‌هایی که در آن بازی کرده‌است می‌توان به باشگاه فوتبال وست برومویچ آلبیون و باشگاه فوتبال بولتون واندررز اشاره کرد.